# Plutothrix pallidiclava
Plutothrix pallidiclava är en stekelart som beskrevs av Graham 1993. Plutothrix pallidiclava ingår i släktet Plutothrix och familjen puppglanssteklar.
Artens utbredningsområde är Grekland. Inga underarter finns listade i Catalogue of Life.